# Sorbia tarsalis
Sorbia tarsalis là một loài bọ cánh cứng trong họ Cerambycidae.